# Bodleian Libraries

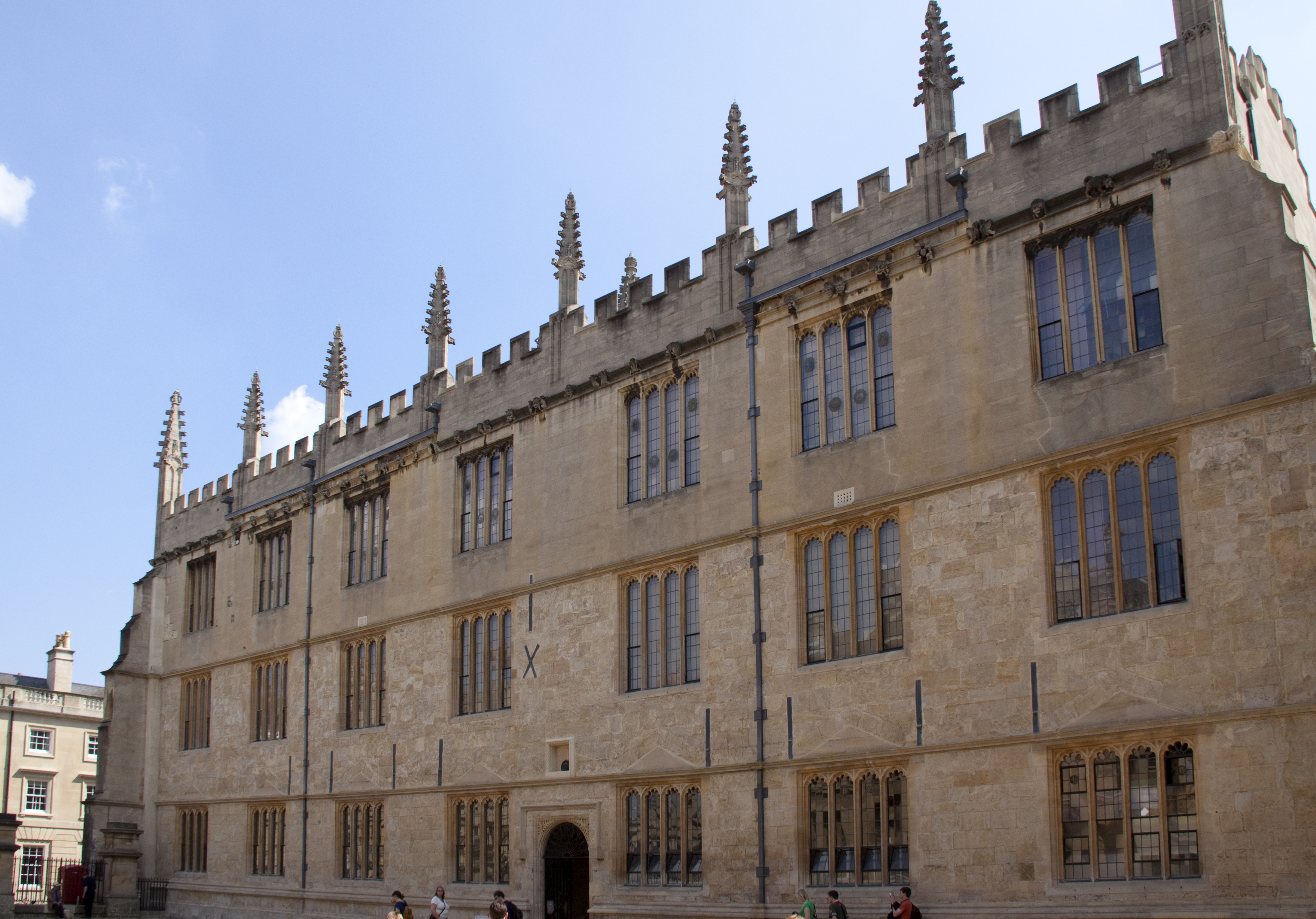
Blick auf das Hauptgebäude der Bodleian Library der University of Oxford

Die Bodleian Libraries sind eine Zusammenschluss von 28 Bibliotheken, darunter der Bodleian Library selbst, der Universität Oxford in England. Die Organisation umfasst ca. 30 % der Zentral- und Fakultätsbibliotheken am Standort. Im Jahr 2020/21 besaßen die Bibliotheken zusammen 13,5 Millionen Druckerzeugnisse sowie zahlreiche andere Objekte und Artefakte.
Ein wichtiges Ergebnis dieser Zusammenarbeit ist ein gemeinsames integriertes Bibliothekssystem, Search Oxford Libraries Online (SOLO). Dies stellt einen Verbundkatalog für alle Mitgliedsbibliotheken bereit. Durch den Austausch von Katalogisierungsinformationen sind auch Recherchen in anderen College- und Fakultätsbibliotheken außerhalb des Verbunds möglich.
Eine der meistfrequentierten Bibliotheken ist die Social Science Library. 2019 wurden die Bodleian Libraries von rund 761.000 Personen besucht. 2024 betrug die Besucherzahl etwa 865.000 Personen.

## Geschichte
Die im Februar 2000 als Oxford University Library Services (OULS) gegründete Organisation wurde am 2. März 2010 umbenannt.
Im Berichtsjahr 2020 bis 2021 verwaltete sie 13,5 Millionen Druckerzeugnisse, 28.293 Meter Archiv- und Manuskriptbestände und beschäftigt 541 Mitarbeiter (Vollzeitäquivalente). Sie ist die zweitgrößte Bibliothek in Großbritannien (nach der British Library). Das kontinuierliche Wachstum der Bibliothek hat zu einem erheblichen Mangel an Lagerraum geführt. Über 1,5 Millionen Medien werden außerhalb von Oxford gelagert. Zu den früher genutzten Standorten gehörten eine ehemalige Dorfkirche in Nuneham Courtenay und ein stillgelegtes Salzbergwerk in Cheshire. In den Jahren 2007 und 2008 versuchte der Bibliotheksdienst der Universität Oxford (OULS), eine Baugenehmigung für ein neues Bücherdepot auf dem Gelände Osney Mead südwestlich des Stadtzentrums von Oxford zu erhalten, um bessere und geräumigere Lagermöglichkeiten für die Sammlungen der Bibliothek zu erhalten. Dieser Antrag wurde jedoch abgelehnt und das neue Buchlager wurde stattdessen auf einem Gelände im South Marston Industrial Estate am Stadtrand von Swindon errichtet. Dieses Buchlager, das 26 Millionen Pfund kostete, wurde im Oktober 2010 eröffnet und verfügte 2010 über 246 Kilometer an Regalen, darunter 3.224 Stellplätze mit 95.000 Regalebenen und 600 Kartenschränke für 1,2 Millionen Karten und andere Gegenstände.

## Struktur
Die Gruppe der Bodleian-Bibliotheken umfasst zentralisierte Abteilungen:
- Akademische und Lerndienstleistungen (ALS)
- Wissenschaftliche Ressourcen, einschließlich Bodleian Digital Library Systems and Services (BDLSS), Sammlungsmanagement (Sammlungen und Ressourcenbeschreibung sowie Lagerung und Logistik)
- Mitteilungen
- Konservierung und Pflege von Sammlungen

Der derzeitige Direktor der Bibliotheken, Richard Ovenden, ist seit 2014, wie seine Vorgänger Sarah Thomas und der Gründungsdirektor Reginald Carr, gleichzeitig Bodley’s Librarian.
Das leitende Verwaltungspersonal ist im Clarendon-Gebäude auf dem zentralen Bodleian-Gelände untergebracht.

## Bibliotheken
Mit Stand August 2023 sind auf der Website der Gruppe die folgenden Mitgliedsbibliotheken aufgeführt:
- Bodleian Art, Archaeology and Ancient World Library
- Bodleian Education Library
- Bodleian Health Care Libraries (Cairns Library im John Radcliffe Hospital, Knowledge Centre an der Old Road, Girdlestone Memorial Library im Nuffield Orthopaedic Centre, Horton Hospital Library im Horton General Hospital, Banbury)
- Bodleian History Faculty Library, in Radcliffe Camera
- Bodleian Japanese Library
- Bodleian KB Chen China Centre Library
- Bodleian Latin American Centre Library
- Bodleian Law Library
- Bodleian Music Faculty Library
- Bodleian Old Library
- Bodleian Social Science Library
- English Faculty Library
- Leopold Muller Memorial Library (jüdische Studien)
- Nizami Ganjavi Library
- Philosophy and Theology Faculties Library, im früheren Radcliffe Infirmary Gebäude
- Radcliffe Science Library (mit Alexander Library of Ornithology)
- Rewley House Continuing Education Library
- Sainsbury Library an der Saïd Business School
- Sherardian Library of Plant Taxonomy
- Taylor Institution Library (mittelalterliche, slawische und moderne Sprachen)
- Vere Harmsworth Library am Rothermere American Institute
- Weston Library